# ATP-seizoen 2011
Het ATP-seizoen in 2011 bestond uit de internationale tennistoernooien, die door de ATP en ITF werden georganiseerd in het kalenderjaar 2011.
Het speelschema omvatte:
- 62 ATP-toernooien, bestaande uit de categorieën:
  - ATP World Tour Masters 1000: 9
  - ATP World Tour 500: 11
  - ATP World Tour 250: 40
  - ATP World Tour Finals: eindejaarstoernooi voor de 8 beste tennissers/dubbelteams
  - World Team Cup: landenteamtoernooi, geen ATP-punten.
- 6 ITF-toernooien, bestaande uit de:
  - 4 grandslamtoernooien;
  - Davis Cup: landenteamtoernooi;
  - Hopman Cup: landenteamtoernooi voor gemengde tenniskoppels, geen ATP-punten.

RR = groepswedstrijden, (i) = indoor

## Speelschema

### Legenda
| Grand Slams                 |
| ATP World Tour Finals       |
| ATP World Tour Masters 1000 |
| ATP World Tour 500          |
| ATP World Tour 250          |
| Toernooien voor teams       |

Codering
De codering voor het aantal deelnemers.
128S/128Q/64D/32X
- 128 deelnemers aan hoofdtoernooi (S)
- 128 aan het kwalificatietoernooi (Q)
- 64 koppels in het dubbelspel (D)
- 32 koppels in het gemengd dubbelspel (X).

Alle toernooien worden in principe buiten gespeeld, tenzij anders vermeld.

### Januari
| Week van              | Toernooi                                                                                          | Winnaar(s)                                        | Finalist(en)                         | Uitslag finale      | Details |
| --------------------- | ------------------------------------------------------------------------------------------------- | ------------------------------------------------- | ------------------------------------ | ------------------- | ------- |
| 3 januari             | Hopman Cup Perth, Australië ITF gemengd teamcompetitie AU$ 1.000.000 - hardcourt (i) - 8 teams    | Verenigde Staten John Isner Bethanie Mattek-Sands | België Ruben Bemelmans Justine Henin | 2-1                 | Details |
| 3 januari             | Brisbane International Brisbane, Australië ATP World Tour 250 $ 372.500 - hardcourt - 32S/32Q/16D | Robin Söderling                                   | Andy Roddick                         | 6-3, 7-5            | Details |
| 3 januari             | Brisbane International Brisbane, Australië ATP World Tour 250 $ 372.500 - hardcourt - 32S/32Q/16D | Lukáš Dlouhý Paul Hanley                          | Robert Lindstedt Horia Tecău         | 6-4 opgave          | Details |
| 3 januari             | Aircel Chennai Open Chennai, India ATP World Tour 250 $ 398.250 - hardcourt - 32S/32Q/16D         | Stanislas Wawrinka                                | Xavier Malisse                       | 7-5, 4-6, 6-1       | Details |
| 3 januari             | Aircel Chennai Open Chennai, India ATP World Tour 250 $ 398.250 - hardcourt - 32S/32Q/16D         | Mahesh Bhupathi Leander Paes                      | Robin Haase David Martin             | 6-2, 6-7(3), [10-7] | Details |
| 3 januari             | Qatar ExxonMobil Open Doha, Qatar ATP World Tour 250 $ 1.024.000 - hardcourt - 32S/32Q/16D        | Roger Federer                                     | Nikolaj Davydenko                    | 6-4, 6-3            | Details |
| 3 januari             | Qatar ExxonMobil Open Doha, Qatar ATP World Tour 250 $ 1.024.000 - hardcourt - 32S/32Q/16D        | Marc López Rafael Nadal                           | Daniele Bracciali Andreas Seppi      | 6-3, 7-6(4)         | Details |
| 10 januari            | Medibank International Sydney, Australië ATP World Tour 250 $ 372.500 - hardcourt - 28S/32Q/16D   | Gilles Simon                                      | Viktor Troicki                       | 7-5, 7-6(4)         | Details |
| 10 januari            | Medibank International Sydney, Australië ATP World Tour 250 $ 372.500 - hardcourt - 28S/32Q/16D   | Lukáš Dlouhý Paul Hanley                          | Bob Bryan Mike Bryan                 | 6-7(6), 6-3, [10-5] | Details |
| 10 januari            | Heineken Open Auckland, Nieuw-Zeeland ATP World Tour 250 $ 355.500 - hardcourt - 28S/32Q/16D      | David Ferrer                                      | David Nalbandian                     | 6-3, 6-2            | Details |
| 10 januari            | Heineken Open Auckland, Nieuw-Zeeland ATP World Tour 250 $ 355.500 - hardcourt - 28S/32Q/16D      | Marcel Granollers Tommy Robredo                   | Johan Brunström Stephen Huss         | 6-4, 7-6(6)         | Details |
| 17 januari 24 januari | Australian Open Melbourne, Australië Grand Slam AU$ 10.712.240 - hardcourt 128S/128Q/64D/32X      | Novak Đoković                                     | Andy Murray                          | 6-4, 6-2, 6-3       | Details |
| 17 januari 24 januari | Australian Open Melbourne, Australië Grand Slam AU$ 10.712.240 - hardcourt 128S/128Q/64D/32X      | Bob Bryan Mike Bryan                              | Mahesh Bhupathi Leander Paes         | 6-3, 6-4            | Details |
| 17 januari 24 januari | Australian Open Melbourne, Australië Grand Slam AU$ 10.712.240 - hardcourt 128S/128Q/64D/32X      | Katarina Srebotnik Daniel Nestor                  | Chan Yung-jan Paul Hanley            | 6-3, 3-6,[10-7]     | Details |
| 31 januari            | SA Tennis Open Johannesburg, Zuid-Afrika ATP World Tour 250 $ 442.500 - hardcourt - 32S/32Q/16D   | Kevin Anderson                                    | Somdev Devvarman                     | 4-6, 6-3, 6-2       | Details |
| 31 januari            | SA Tennis Open Johannesburg, Zuid-Afrika ATP World Tour 250 $ 442.500 - hardcourt - 32S/32Q/16D   | James Cerretani Adil Shamasdin                    | Scott Lipsky Rajeev Ram              | 6-3, 3-6, [10-7]    | Details |
| 31 januari            | PBZ Zagreb Indoors Zagreb, Kroatië ATP World Tour 250 € 398.250 - hardcourt (i) - 32S/32Q/16D     | Ivan Dodig                                        | Michael Berrer                       | 6-3, 6-4            | Details |
| 31 januari            | PBZ Zagreb Indoors Zagreb, Kroatië ATP World Tour 250 € 398.250 - hardcourt (i) - 32S/32Q/16D     | Dick Norman Horia Tecău                           | Marcel Granollers Marc López         | 6-3, 6-4            | Details |
| 31 januari            | Movistar Open Santiago, Chili ATP World Tour 250 $ 398.250 - gravel - 28S/32Q/16D                 | Tommy Robredo                                     | Santiago Giraldo                     | 6-2, 2-6, 7-6(5)    | Details |
| 31 januari            | Movistar Open Santiago, Chili ATP World Tour 250 $ 398.250 - gravel - 28S/32Q/16D                 | Marcelo Melo Bruno Soares                         | Łukasz Kubot Oliver Marach           | 6-3, 7-6(3)         | Details |

### Februari
| Week van    | Toernooi | Winnaar(s)                        | Finalist(en)                        | Uitslag finale       | Details |
| ----------- | --- | --------------------------------- | ----------------------------------- | -------------------- | ------- |
| 7 februari  | SAP Open San José, Verenigde Staten ATP World Tour 250 $ 531.000 - hardcourt (i) - 32S/32Q/16D                                   | Milos Raonic                      | Fernando Verdasco                   | 7-6(6), 7-6(5)       | Details |
| 7 februari  | SAP Open San José, Verenigde Staten ATP World Tour 250 $ 531.000 - hardcourt (i) - 32S/32Q/16D                                   | Scott Lipsky Rajeev Ram           | Alejandro Falla Xavier Malisse      | 6-4, 4-6, [10-8]     | Details |
| 7 februari  | ABN AMRO World Tennis Tournament Rotterdam, Nederland ATP World Tour 500 € 1.150.000 - hardcourt (i) - 32S/32Q/16D               | Robin Söderling                   | Jo-Wilfried Tsonga                  | 6-3, 3-6, 6-3        | Details |
| 7 februari  | ABN AMRO World Tennis Tournament Rotterdam, Nederland ATP World Tour 500 € 1.150.000 - hardcourt (i) - 32S/32Q/16D               | Jürgen Melzer Philipp Petzschner  | Michaël Llodra Nenad Zimonjić       | 6-4, 3-6, [10-5]     | Details |
| 7 februari  | Brasil Open Costa do Sauípe, Brazilië ATP World Tour 250 $ 442.500 - gravel - 32S/32Q/16D                                        | Nicolás Almagro                   | Oleksandr Dolgopolov                | 6-3, 7-6(3)          | Details |
| 7 februari  | Brasil Open Costa do Sauípe, Brazilië ATP World Tour 250 $ 442.500 - gravel - 32S/32Q/16D                                        | Marcelo Melo Bruno Soares         | Pablo Andújar Daniel Gimeno Traver  | 7-6(4), 6-3          | Details |
| 14 februari | Copa Claro Buenos Aires, Argentinië ATP World Tour 250 $ 475.300 - gravel - 32S/32Q/16D                                          | Nicolás Almagro                   | Juan Ignacio Chela                  | 6-3, 3-6, 6-4        | Details |
| 14 februari | Copa Claro Buenos Aires, Argentinië ATP World Tour 250 $ 475.300 - gravel - 32S/32Q/16D                                          | Oliver Marach Leonardo Mayer      | Franco Ferreiro André Sá            | 7-6(8), 6-3          | Details |
| 14 februari | Open 13 Marseille, Frankrijk ATP World Tour 250 € 512.750 - hardcourt (i) - 32S/32Q/16D                                          | Robin Söderling                   | Marin Čilić                         | 6-7(8), 6-3, 6-3     | Details |
| 14 februari | Open 13 Marseille, Frankrijk ATP World Tour 250 € 512.750 - hardcourt (i) - 32S/32Q/16D                                          | Robin Haase Ken Skupski           | Julien Benneteau Jo-Wilfried Tsonga | 6-4, 6-7(4), [13-11] | Details |
| 14 februari | Regions Morgan Keegan Championships Memphis, Verenigde Staten ATP World Tour 500 $ 1.100.000 - hardcourt (i) - 32S/32Q/16D       | Andy Roddick                      | Milos Raonic                        | 7-6(7), 6-7(11), 7-5 | Details |
| 14 februari | Regions Morgan Keegan Championships Memphis, Verenigde Staten ATP World Tour 500 $ 1.100.000 - hardcourt (i) - 32S/32Q/16D       | Maks Mirni Daniel Nestor          | Eric Butorac Jean-Julien Rojer      | 6-2, 6-7(6), [10-3]  | Details |
| 21 februari | Barclays Dubai Tennis Championships Dubai, Verenigde Arabische Emiraten ATP World Tour 500 $ 1.619.500 - hardcourt - 32S/32Q/16D | Novak Đoković                     | Roger Federer                       | 6-3, 6-3             | Details |
| 21 februari | Barclays Dubai Tennis Championships Dubai, Verenigde Arabische Emiraten ATP World Tour 500 $ 1.619.500 - hardcourt - 32S/32Q/16D | Serhij Stachovsky Michail Joezjny | Jérémy Chardy Feliciano López       | 4-6, 6-3, [10-3]     | Details |
| 21 februari | Delray Beach Int'l Tennis Championships Delray Beach, Verenigde Staten ATP World Tour 250 $ 442.500 - hardcourt - 32S/32Q/16D    | Juan Martín del Potro             | Janko Tipsarević                    | 6-4, 6-4             | Details |
| 21 februari | Delray Beach Int'l Tennis Championships Delray Beach, Verenigde Staten ATP World Tour 250 $ 442.500 - hardcourt - 32S/32Q/16D    | Scott Lipsky Rajeev Ram           | Christopher Kas Alexander Peya      | 4-6, 6-4, [10-3]     | Details |
| 21 februari | Abierto Mexicano Telcel Acapulco, Mexico ATP World Tour 500 $ 955.000 - gravel - 32S/32Q/16D                                     | David Ferrer                      | Nicolás Almagro                     | 7-6(4), 6-7(2), 6-2  | Details |
| 21 februari | Abierto Mexicano Telcel Acapulco, Mexico ATP World Tour 500 $ 955.000 - gravel - 32S/32Q/16D                                     | Victor Hănescu Horia Tecău        | Marcelo Melo Bruno Soares           | 6-3, 6-3             | Details |
| 28 februari | Davis Cup (1e ronde) |                                   |                                     |                      | Details |

### Maart
| Week van          | Toernooi | Winnaar(s)                          | Finalist(en)                     | Uitslag finale      | Details |
| ----------------- | --- | ----------------------------------- | -------------------------------- | ------------------- | ------- |
| 7 maart 14 maart  | BNP Paribas Open Indian Wells, Verenigde Staten ATP World Tour Masters 1000 $ 3.645.000 - hardcourt - 96S/48Q/32D | Novak Đoković                       | Rafael Nadal                     | 4-6, 6-3, 6-2       | Details |
| 7 maart 14 maart  | BNP Paribas Open Indian Wells, Verenigde Staten ATP World Tour Masters 1000 $ 3.645.000 - hardcourt - 96S/48Q/32D | Oleksandr Dolgopolov Xavier Malisse | Roger Federer Stanislas Wawrinka | 6-4, 6-7(5), [10-7] | Details |
| 21 maart 28 maart | Sony Ericsson Open Miami, Verenigde Staten ATP World Tour Masters 1000 $ 3.645.000 - hardcourt - 96S/48Q/32D      | Novak Đoković                       | Rafael Nadal                     | 4-6, 6-3, 7-6(4)    | Details |
| 21 maart 28 maart | Sony Ericsson Open Miami, Verenigde Staten ATP World Tour Masters 1000 $ 3.645.000 - hardcourt - 96S/48Q/32D      | Mahesh Bhupathi Leander Paes        | Maks Mirni Daniel Nestor         | 6-7(5), 6-2, [10-5] | Details |

### April
| Week van | Toernooi | Winnaar(s)                      | Finalist(en)                    | Uitslag finale      | Details |
| -------- | --- | ------------------------------- | ------------------------------- | ------------------- | ------- |
| 4 april  | Grand Prix Hassan II Casablanca, Marokko ATP World Tour 250 € 398.250 - gravel - 28S/32Q/16D                                      | Pablo Andújar                   | Potito Starace                  | 6-1, 6-2            | Details |
| 4 april  | Grand Prix Hassan II Casablanca, Marokko ATP World Tour 250 € 398.250 - gravel - 28S/32Q/16D                                      | Robert Lindstedt Horia Tecău    | Colin Fleming Igor Zelenay      | 6-2, 6-1            | Details |
| 4 april  | U.S. Men's Clay Court Championships Houston, Verenigde Staten ATP World Tour 250 $ 442.500 - gravel (kastanjebruin) - 28S/32Q/16D | Ryan Sweeting                   | Kei Nishikori                   | 6-4, 7-6(3)         | Details |
| 4 april  | U.S. Men's Clay Court Championships Houston, Verenigde Staten ATP World Tour 250 $ 442.500 - gravel (kastanjebruin) - 28S/32Q/16D | Bob Bryan Mike Bryan            | John Isner Sam Querrey          | 6-7(4), 6-2, [10-5] | Details |
| 11 april | Monte-Carlo Rolex Masters Monte Carlo, Monaco ATP World Tour Masters 1000 € 2.227.500 - gravel - 56S/28Q/24D                      | Rafael Nadal                    | David Ferrer                    | 6-4, 7-5            | Details |
| 11 april | Monte-Carlo Rolex Masters Monte Carlo, Monaco ATP World Tour Masters 1000 € 2.227.500 - gravel - 56S/28Q/24D                      | Bob Bryan Mike Bryan            | Juan Ignacio Chela Bruno Soares | 6-3, 6-2            | Details |
| 18 april | Barcelona Open Banco Sabadell Barcelona, Spanje ATP World Tour 500 € 1.550.000 - gravel - 56S/28Q/24D                             | Rafael Nadal                    | David Ferrer                    | 6-2, 6-4            | Details |
| 18 april | Barcelona Open Banco Sabadell Barcelona, Spanje ATP World Tour 500 € 1.550.000 - gravel - 56S/28Q/24D                             | Santiago González Scott Lipsky  | Bob Bryan Mike Bryan            | 5-7, 6-2, [12-10]   | Details |
| 25 april | BMW Open München, Duitsland ATP World Tour 250 € 398.250 - gravel - 32S/32Q/16D                                                   | Nikolaj Davydenko               | Florian Mayer                   | 6-3, 3-6, 6-1       | Details |
| 25 april | BMW Open München, Duitsland ATP World Tour 250 € 398.250 - gravel - 32S/32Q/16D                                                   | Simone Bolelli Horacio Zeballos | Andreas Beck Christopher Kas    | 7-6(3), 6-4         | Details |
| 25 april | Estoril Open Estoril, Portugal ATP World Tour 250 € 398.250 - gravel - 28S/32Q/16D                                                | Juan Martín del Potro           | Fernando Verdasco               | 6-2, 6-2            | Details |
| 25 april | Estoril Open Estoril, Portugal ATP World Tour 250 € 398.250 - gravel - 28S/32Q/16D                                                | Eric Butorac Jean-Julien Rojer  | Marc López David Marrero        | 6-3, 6-4            | Details |
| 25 april | Serbia Open Belgrado, Servië ATP World Tour 250 € 373.200 - gravel - 32S/32Q/16D                                                  | Novak Đoković                   | Feliciano López                 | 7-6(4), 6-2         | Details |
| 25 april | Serbia Open Belgrado, Servië ATP World Tour 250 € 373.200 - gravel - 32S/32Q/16D                                                  | František Čermák Filip Polášek  | Oliver Marach Alexander Peya    | 7-5, 6-2            | Details |

### Mei
| Week van      | Toernooi | Winnaar(s)                     | Finalist(en)                         | Uitslag finale        | Details |
| ------------- | --- | ------------------------------ | ------------------------------------ | --------------------- | ------- |
| 2 mei         | Mutua Madrileña Madrid Open Madrid, Spanje ATP World Tour Masters 1000 € 2.835.000 - gravel - 56S/28Q/24D      | Novak Đoković                  | Rafael Nadal                         | 7-5, 6-4              | Details |
| 2 mei         | Mutua Madrileña Madrid Open Madrid, Spanje ATP World Tour Masters 1000 € 2.835.000 - gravel - 56S/28Q/24D      | Bob Bryan Mike Bryan           | Michaël Llodra Nenad Zimonjić        | 6-3, 6-3              | Details |
| 9 mei         | Internazionali BNL d'Italia Rome, Italië ATP World Tour Masters 1000 € 2.750.000 - gravel - 56S/28Q/24D        | Novak Đoković                  | Rafael Nadal                         | 6-4, 6-4              | Details |
| 9 mei         | Internazionali BNL d'Italia Rome, Italië ATP World Tour Masters 1000 € 2.750.000 - gravel - 56S/28Q/24D        | John Isner Sam Querrey         | Mardy Fish Andy Roddick              | Walk-over             | Details |
| 16 mei        | Power Horse World Team Cup Düsseldorf, Duitsland ATP World Team Championship € 800.000 - gravel - 8 teams (RR) | Duitsland                      | Argentinië                           | 2-1                   | Details |
| 16 mei        | Open de Nice Côte d’Azur Nice, Frankrijk ATP World Tour 250 € 398.250 - gravel - 32S/32Q/16D                   | Nicolás Almagro                | Victor Hănescu                       | 6-7(5), 6-3, 6-3      | Details |
| 16 mei        | Open de Nice Côte d’Azur Nice, Frankrijk ATP World Tour 250 € 398.250 - gravel - 32S/32Q/16D                   | Eric Butorac Jean-Julien Rojer | Santiago González David Marrero      | 6-3, 6-4              | Details |
| 23 mei 30 mei | Roland Garros Parijs, Frankrijk Grand Slam € 7.580.800 - gravel 128S/128Q/64D/32X                              | Rafael Nadal                   | Roger Federer                        | 7-5, 7-6(3), 5-7, 6-1 | Details |
| 23 mei 30 mei | Roland Garros Parijs, Frankrijk Grand Slam € 7.580.800 - gravel 128S/128Q/64D/32X                              | Maks Mirni Daniel Nestor       | Juan Sebastián Cabal Eduardo Schwank | 7-6(3), 3-6, 6-4      | Details |
| 23 mei 30 mei | Roland Garros Parijs, Frankrijk Grand Slam € 7.580.800 - gravel 128S/128Q/64D/32X                              | Casey Dellacqua Scott Lipsky   | Katarina Srebotnik Nenad Zimonjić    | 7-6(6), 4-6, [10-7]   | Details |

### Juni
| Week van        | Toernooi                                                                                              | Winnaar(s)                         | Finalist(en)                   | Uitslag finale          | Details |
| --------------- | --- | ---------------------------------- | ------------------------------ | ----------------------- | ------- |
| 6 juni          | AEGON Championships Londen, Verenigd Koninkrijk ATP World Tour 250 € 627.700 - gras - 56S/32Q/24D     | Andy Murray                        | Jo-Wilfried Tsonga             | 3-6, 7-6(2), 6-4        | Details |
| 6 juni          | AEGON Championships Londen, Verenigd Koninkrijk ATP World Tour 250 € 627.700 - gras - 56S/32Q/24D     | Bob Bryan Mike Bryan               | Mahesh Bhupathi Leander Paes   | 6-7(2), 7-6(4), [10-6]  | Details |
| 6 juni          | Gerry Weber Open Halle, Duitsland ATP World Tour 250 € 663.750 - gras - 32S/32Q/16D                   | Philipp Kohlschreiber              | Philipp Petzschner             | 7-6(5), 2-0 opgave      | Details |
| 6 juni          | Gerry Weber Open Halle, Duitsland ATP World Tour 250 € 663.750 - gras - 32S/32Q/16D                   | Rohan Bopanna Aisam-ul-Haq Qureshi | Robin Haase Milos Raonic       | 7-6(8), 3-6, [11-9]     | Details |
| 13 juni         | Unicef Open Rosmalen, Nederland ATP World Tour 250 € 398.250 - gras - 32S/32Q/16D                     | Dmitri Toersoenov                  | Ivan Dodig                     | 6-3, 6-2                | Details |
| 13 juni         | Unicef Open Rosmalen, Nederland ATP World Tour 250 € 398.250 - gras - 32S/32Q/16D                     | Daniele Bracciali František Čermák | Robert Lindstedt Horia Tecău   | 6-3, 2-6, [10-8]        | Details |
| 13 juni         | AEGON International Eastbourne, Verenigd Koninkrijk ATP World Tour 250 € 410.925 - gras - 32S/23Q/16D | Andreas Seppi                      | Janko Tipsarević               | 7-6(5), 3-6, 5-3 opgave | Details |
| 13 juni         | AEGON International Eastbourne, Verenigd Koninkrijk ATP World Tour 250 € 410.925 - gras - 32S/23Q/16D | Jonathan Erlich Andy Ram           | Grigor Dimitrov Andreas Seppi  | 6-3, 6-3                | Details |
| 20 juni 27 juni | Wimbledon Londen, Verenigd Koninkrijk Grand Slam £ 13.725.000 - gras 128S/128Q/64D/16Q/48X            | Novak Đoković                      | Rafael Nadal                   | 6-4, 6-1, 1-6, 6-3      | Details |
| 20 juni 27 juni | Wimbledon Londen, Verenigd Koninkrijk Grand Slam £ 13.725.000 - gras 128S/128Q/64D/16Q/48X            | Bob Bryan Mike Bryan               | Robert Lindstedt Horia Tecău   | 6-3, 6-4, 7-6(2)        | Details |
| 20 juni 27 juni | Wimbledon Londen, Verenigd Koninkrijk Grand Slam £ 13.725.000 - gras 128S/128Q/64D/16Q/48X            | Jürgen Melzer Iveta Benešová       | Mahesh Bhupathi Jelena Vesnina | 6-3, 6-2                | Details |

### Juli
| Week van | Toernooi | Winnaar(s)                       | Finalist(en)                     | Uitslag finale   | Details |
| -------- | --- | -------------------------------- | -------------------------------- | ---------------- | ------- |
| 4 juli   | Campbell's Hall of Fame Tennis Champs Newport, Verenigde Staten ATP World Tour 250 $ 442.500 - gras - 32S/32Q/16D | John Isner                       | Olivier Rochus                   | 6-3, 7-6(6)      | Details |
| 4 juli   | Campbell's Hall of Fame Tennis Champs Newport, Verenigde Staten ATP World Tour 250 $ 442.500 - gras - 32S/32Q/16D | Matthew Ebden Ryan Harrison      | Johan Brunström Adil Shamasdin   | 4-6, 6-3, [10-5] | Details |
| 4 juli   | Davis Cup (kwartfinale)                                                                                           |                                  |                                  |                  | Details |
| 11 juli  | SkiStar Swedish Open Båstad, Zweden ATP World Tour 250 € 398.250 - gravel - 28S/32Q/16D                           | Robin Söderling                  | David Ferrer                     | 6-2, 6–2         | Details |
| 11 juli  | SkiStar Swedish Open Båstad, Zweden ATP World Tour 250 € 398.250 - gravel - 28S/32Q/16D                           | Robert Lindstedt Horia Tecău     | Simon Aspelin Andreas Siljeström | 6-3, 6–3         | Details |
| 11 juli  | MercedesCup Stuttgart, Duitsland ATP World Tour 250 € 398.250 - gravel - 28S/32Q/16D                              | Juan Carlos Ferrero              | Pablo Andújar                    | 6–4, 6-0         | Details |
| 11 juli  | MercedesCup Stuttgart, Duitsland ATP World Tour 250 € 398.250 - gravel - 28S/32Q/16D                              | Jürgen Melzer Philipp Petzschner | Marcel Granollers Marc López     | 6-3, 6-4         | Details |
| 18 juli  | Atlanta Tennis Championships Atlanta, Verenigde Staten ATP World Tour 250 $ 531.000 - hardcourt - 32S/32Q/16D     | Mardy Fish                       | John Isner                       | 3-6, 7-6(6), 6-2 | Details |
| 18 juli  | Atlanta Tennis Championships Atlanta, Verenigde Staten ATP World Tour 250 $ 531.000 - hardcourt - 32S/32Q/16D     | Alex Bogomolov jr. Matthew Ebden | Matthias Bachinger Frank Moser   | 3-6, 7-5, [10-8] | Details |
| 18 juli  | The bet-at-home Open Hamburg, Duitsland ATP World Tour 500 € 1.000.000 - gravel - 48S/24Q/16D                     | Gilles Simon                     | Nicolás Almagro                  | 6-4, 4-6, 6-4    | Details |
| 18 juli  | The bet-at-home Open Hamburg, Duitsland ATP World Tour 500 € 1.000.000 - gravel - 48S/24Q/16D                     | Oliver Marach Alexander Peya     | František Čermák Filip Polášek   | 6-4, 6-1         | Details |
| 25 juli  | Allianz Suisse Open Gstaad Gstaad, Zwitserland ATP World Tour 250 € 398.250 - gravel - 32S/22Q/16D                | Marcel Granollers                | Fernando Verdasco                | 6-4, 3-6, 6-3    | Details |
| 25 juli  | Allianz Suisse Open Gstaad Gstaad, Zwitserland ATP World Tour 250 € 398.250 - gravel - 32S/22Q/16D                | František Čermák Filip Polášek   | Christopher Kas Alexander Peya   | 6-3, 7-6(7)      | Details |
| 25 juli  | Farmers Classic Los Angeles, Verenigde Staten ATP World Tour 250 $ 619.500 - hardcourt - 28S/32Q/16D              | Ernests Gulbis                   | Mardy Fish                       | 5-7, 6-4, 6-4    | Details |
| 25 juli  | Farmers Classic Los Angeles, Verenigde Staten ATP World Tour 250 $ 619.500 - hardcourt - 28S/32Q/16D              | Mark Knowles Xavier Malisse      | Somdev Devvarman T Huey          | 7-6(3), 7-6(10)  | Details |
| 25 juli  | ATP Studena Croatia Open Umag Umag, Kroatië ATP World Tour 250 € 398.250 - gravel - 32S/32Q/16D                   | Oleksandr Dolgopolov             | Marin Čilić                      | 6-4, 3-6, 6-3    | Details |
| 25 juli  | ATP Studena Croatia Open Umag Umag, Kroatië ATP World Tour 250 € 398.250 - gravel - 32S/32Q/16D                   | Simone Bolelli Fabio Fognini     | Marin Čilić Lovro Zovko          | 6-3, 5-7, [10-7] | Details |

### Augustus
| Week van                | Toernooi | Winnaar(s)                          | Finalist(en)                         | Uitslag finale         | Details |
| ----------------------- | --- | ----------------------------------- | ------------------------------------ | ---------------------- | ------- |
| 1 augustus              | Bet-at-home Cup Kitzbühel Kitzbühel, Oostenrijk ATP World Tour 250 € 398.250 - gravel - 32S/16D                            | Robin Haase                         | Albert Montañés                      | 6-4, 4-6, 6-1          | Details |
| 1 augustus              | Bet-at-home Cup Kitzbühel Kitzbühel, Oostenrijk ATP World Tour 250 € 398.250 - gravel - 32S/16D                            | Daniele Bracciali Santiago González | Franco Ferreiro André Sá             | 7-6(1), 4-6, [11-9]    | Details |
| 1 augustus              | Legg Mason Tennis Classic Washington, Verenigde Staten ATP World Tour 500 $ 1.165.500 - hardcourt - 48S/24Q/16D            | Radek Štěpánek                      | Gaël Monfils                         | 6-4, 6-4               | Details |
| 1 augustus              | Legg Mason Tennis Classic Washington, Verenigde Staten ATP World Tour 500 $ 1.165.500 - hardcourt - 48S/24Q/16D            | Michaël Llodra Nenad Zimonjić       | Robert Lindstedt Horia Tecău         | 6-7(3), 7-6(6), [10-7] | Details |
| 8 augustus              | Rogers Masters Montreal, Canada ATP World Tour Masters 1000 $ 2.430.000 - hardcourt - 56S/28Q/24D                          | Novak Đoković                       | Mardy Fish                           | 6-2, 3-6, 6-4          | Details |
| 8 augustus              | Rogers Masters Montreal, Canada ATP World Tour Masters 1000 $ 2.430.000 - hardcourt - 56S/28Q/24D                          | Michaël Llodra Nenad Zimonjić       | Bob Bryan Mike Bryan                 | 6-4, 6-7(5), [10-5]    | Details |
| 15 augustus             | W&S Financial Group Masters Cincinnati, Verenigde Staten ATP World Tour Masters 1000 $ 2.430.000 - hardcourt - 56S/28Q/24D | Andy Murray                         | Novak Đoković                        | 6-4, 3-0 opgave        | Details |
| 15 augustus             | W&S Financial Group Masters Cincinnati, Verenigde Staten ATP World Tour Masters 1000 $ 2.430.000 - hardcourt - 56S/28Q/24D | Mahesh Bhupathi Leander Paes        | Michaël Llodra Nenad Zimonjić        | 7-6(4), 7-6(2)         | Details |
| 22 augustus             | Winston-Salem Open Winston-Salem, Verenigde Staten ATP World Tour 250 $ 553.125 - hardcourt - 48S                          | John Isner                          | Julien Benneteau                     | 4-6, 6-3, 6-4          | Details |
| 22 augustus             | Winston-Salem Open Winston-Salem, Verenigde Staten ATP World Tour 250 $ 553.125 - hardcourt - 48S                          | Jonathan Erlich Andy Ram            | Christopher Kas Alexander Peya       | 7-6(2), 6-4            | Details |
| 29 augustus 5 september | US Open New York, Verenigde Staten Grand Slam $ 10.508.000 - hardcourt 128S/128Q/64D/32X                                   | Novak Đoković                       | Rafael Nadal                         | 6-2, 6-4, 6-7(3), 6-1  | Details |
| 29 augustus 5 september | US Open New York, Verenigde Staten Grand Slam $ 10.508.000 - hardcourt 128S/128Q/64D/32X                                   | Jürgen Melzer Philipp Petzschner    | Mariusz Fyrstenberg Marcin Matkowski | 6-2, 6-2               | Details |
| 29 augustus 5 september | US Open New York, Verenigde Staten Grand Slam $ 10.508.000 - hardcourt 128S/128Q/64D/32X                                   | Melanie Oudin Jack Sock             | Gisela Dulko Eduardo Schwank         | 7-6(4), 4-6, [10-8]    | Details |

### September
| Week van     | Toernooi                                                                                                | Winnaar(s)                         | Finalist(en)                     | Uitslag finale   | Details |
| ------------ | --- | ---------------------------------- | -------------------------------- | ---------------- | ------- |
| 12 september | Davis Cup (halve finale)                                                                                |                                    |                                  |                  | Details |
| 19 september | BCR Open Romania Boekarest, Roemenië ATP World Tour 250 € 368.450 - gravel - 32S/32Q/16D                | Florian Mayer                      | Pablo Andújar                    | 6-3, 6-1         | Details |
| 19 september | BCR Open Romania Boekarest, Roemenië ATP World Tour 250 € 368.450 - gravel - 32S/32Q/16D                | Daniele Bracciali Potito Starace   | Julian Knowle David Marrero      | 3-6, 6-4, [10-8] | Details |
| 19 september | Open de Moselle Metz, Frankrijk ATP World Tour 250 € 398.250 - hardcourt (i) - 32S/32Q/16D              | Jo-Wilfried Tsonga                 | Ivan Ljubičić                    | 6-3, 6-7(4), 6-3 | Details |
| 19 september | Open de Moselle Metz, Frankrijk ATP World Tour 250 € 398.250 - hardcourt (i) - 32S/32Q/16D              | Jamie Murray André Sá              | Lukáš Dlouhý Marcelo Melo        | 6-4, 7-6(7)      | Details |
| 26 september | PTT Thailand Open Bangkok, Thailand ATP World Tour 250 $ 551.000 - hardcourt (i) - 28S/32Q/16D          | Andy Murray                        | Donald Young                     | 6-2, 6-0         | Details |
| 26 september | PTT Thailand Open Bangkok, Thailand ATP World Tour 250 $ 551.000 - hardcourt (i) - 28S/32Q/16D          | Oliver Marach Aisam-ul-Haq Qureshi | Michael Kohlmann Alexander Waske | 7-6(4), 7-6(5)   | Details |
| 26 september | Proton Malaysian Open Kuala Lumpur, Maleisië ATP World Tour 250 $ 850.000 - hardcourt (i) - 28S/16Q/16D | Janko Tipsarević                   | Marcos Baghdatis                 | 6-4, 7-5         | Details |
| 26 september | Proton Malaysian Open Kuala Lumpur, Maleisië ATP World Tour 250 $ 850.000 - hardcourt (i) - 28S/16Q/16D | Eric Butorac Jean-Julien Rojer     | František Čermák Filip Polášek   | 6-1, 6-3         | Details |

### Oktober
| Week van   | Toernooi | Winnaar(s)                         | Finalist(en)                          | Uitslag finale      | Details |
| ---------- | --- | ---------------------------------- | ------------------------------------- | ------------------- | ------- |
| 3 oktober  | China Open Peking, China ATP World Tour 500 $ 2.100.000 - hardcourt - 32S/16Q/16D                                     | Tomáš Berdych                      | Marin Čilić                           | 3-6, 6-4, 6-1       | Details |
| 3 oktober  | China Open Peking, China ATP World Tour 500 $ 2.100.000 - hardcourt - 32S/16Q/16D                                     | Michaël Llodra Nenad Zimonjić      | Robert Lindstedt Horia Tecău          | 7-6(2), 7-6(4)      | Details |
| 3 oktober  | Rakuten Japan Open Tennis Champs Tokio, Japan ATP World Tour 500 $ 1.000.000 - hardcourt - 32S/16Q/16D                | Andy Murray                        | Rafael Nadal                          | 3-6, 6-2, 6-0       | Details |
| 3 oktober  | Rakuten Japan Open Tennis Champs Tokio, Japan ATP World Tour 500 $ 1.000.000 - hardcourt - 32S/16Q/16D                | Andy Murray Jamie Murray           | František Čermák Filip Polášek        | 6–1, 6-4            | Details |
| 10 oktober | Shanghai ATP Masters 1000 p/b Rolex Shanghai, China ATP World Tour Masters 1000 $ 3.240.000 - hardcourt - 56S/28Q/24D | Andy Murray                        | David Ferrer                          | 7-5, 6-4            | Details |
| 10 oktober | Shanghai ATP Masters 1000 p/b Rolex Shanghai, China ATP World Tour Masters 1000 $ 3.240.000 - hardcourt - 56S/28Q/24D | Maks Mirni Daniel Nestor           | Michaël Llodra Nenad Zimonjić         | 6-3, 1-6, [12-10]   | Details |
| 17 oktober | If Stockholm Open Stockholm, Zweden ATP World Tour 250 € 531.000 - hardcourt (i) - 28S/32Q/16D                        | Gaël Monfils                       | Jarkko Nieminen                       | 7-5, 3-6, 6-2       | Details |
| 17 oktober | If Stockholm Open Stockholm, Zweden ATP World Tour 250 € 531.000 - hardcourt (i) - 28S/32Q/16D                        | Rohan Bopanna Aisam-ul-Haq Qureshi | Marcelo Melo Bruno Soares             | 6-1, 6-3            | Details |
| 17 oktober | Kremlin Cup Moskou, Rusland ATP World Tour 250 $ 1.000.000 - hardcourt (i) - 28S/32Q/16D                              | Janko Tipsarević                   | Viktor Troicki                        | 6-4, 6-2            | Details |
| 17 oktober | Kremlin Cup Moskou, Rusland ATP World Tour 250 $ 1.000.000 - hardcourt (i) - 28S/32Q/16D                              | František Čermák Filip Polášek     | Carlos Berlocq David Marrero          | 6-3, 6-1            | Details |
| 24 oktober | St. Petersburg Open Sint-Petersburg, Rusland ATP World Tour 250 $ 663.750 - hardcourt (i) - 32S/32Q/16D               | Marin Čilić                        | Janko Tipsarević                      | 6-3, 3-6, 6-3       | Details |
| 24 oktober | St. Petersburg Open Sint-Petersburg, Rusland ATP World Tour 250 $ 663.750 - hardcourt (i) - 32S/32Q/16D               | Colin Fleming Ross Hutchins        | Michail Jelgin Aleksandr Koedrjavtsev | 6-3, 6-7(5), [10-8] | Details |
| 24 oktober | Erste Bank Open Wenen, Oostenrijk ATP World Tour 250 € 575.250 - hardcourt (i) - 28S/32Q/16D                          | Jo-Wilfried Tsonga                 | Juan Martín del Potro                 | 6-7(5), 6-3, 6-4    | Details |
| 24 oktober | Erste Bank Open Wenen, Oostenrijk ATP World Tour 250 € 575.250 - hardcourt (i) - 28S/32Q/16D                          | Bob Bryan Mike Bryan               | Maks Mirni Daniel Nestor              | 7-6(10), 6-3        | Details |
| 31 oktober | Valencia Open 500 Valencia, Spanje ATP World Tour 500 € 1.357.000 - hardcourt (i) - 32S/32Q/16D                       | Marcel Granollers                  | Juan Mónaco                           | 6-2, 4-6, 7-6(3)    | Details |
| 31 oktober | Valencia Open 500 Valencia, Spanje ATP World Tour 500 € 1.357.000 - hardcourt (i) - 32S/32Q/16D                       | Bob Bryan Mike Bryan               | Eric Butorac Jean-Julien Rojer        | 6-4, 7-6(9)         | Details |
| 31 oktober | Davidoff Swiss Indoors Bazel, Zwitserland ATP World Tour 500 € 1.225.000 - hardcourt (i) - 32S/32Q/16D                | Roger Federer                      | Kei Nishikori                         | 6-3, 6-1            | Details |
| 31 oktober | Davidoff Swiss Indoors Bazel, Zwitserland ATP World Tour 500 € 1.225.000 - hardcourt (i) - 32S/32Q/16D                | Michaël Llodra Nenad Zimonjić      | Maks Mirni Daniel Nestor              | 6-4, 7-5            | Details |

### November
| Week van    | Toernooi | Winnaar(s)                         | Finalist(en)                         | Uitslag finale   | Details       |
| ----------- | --- | ---------------------------------- | ------------------------------------ | ---------------- | ------------- |
| 7 november  | BNP Paribas Masters Parijs, Frankrijk ATP World Tour Masters 1000 € 2.227.500 - hardcourt (i) - 48S/24Q/24D              | Roger Federer                      | Jo-Wilfried Tsonga                   | 6-1, 7-6(3)      | Details       |
| 7 november  | BNP Paribas Masters Parijs, Frankrijk ATP World Tour Masters 1000 € 2.227.500 - hardcourt (i) - 48S/24Q/24D              | Rohan Bopanna Aisam-ul-Haq Qureshi | Julien Benneteau Nicolas Mahut       | 6-2, 6-4         | Details       |
| 14 november | Geen toernooi | Geen toernooi                      | Geen toernooi                        | Geen toernooi    | Geen toernooi |
| 21 november | Barclay ATP World Tour Finals Londen, Verenigd Koninkrijk ATP World Tour Finals £ 2.227.500 - hardcourt (i) - 8S/8D (RR) | Roger Federer                      | Jo-Wilfried Tsonga                   | 6-3, 6-7(6), 6-3 | Details       |
| 21 november | Barclay ATP World Tour Finals Londen, Verenigd Koninkrijk ATP World Tour Finals £ 2.227.500 - hardcourt (i) - 8S/8D (RR) | Maks Mirni Daniel Nestor           | Mariusz Fyrstenberg Marcin Matkowski | 7-5, 6-3         | Details       |
| 28 november | Davis Cup (finale) | Spanje                             | Argentinië                           | 3-1              | Details       |

### December
Geen toernooien

## Overzicht ondergronden
| Januari                  | Januari | Januari | Januari | Februari | Februari | Februari | Februari | Maart | Maart | Maart | Maart | Maart | April | April | April | April | Mei | Mei | Mei | Mei | Juni | Juni | Juni | Juni | Juni | Juli | Juli | Juli | Juli | Augustus | Augustus | Augustus | Augustus | September | September | September | September | September | Oktober | Oktober | Oktober | Oktober | November | November | November | November | December | December | December | December | December |
| ↓ Hardcourt (28 weken) ↓ |         |         |         |          |          |          |          |       |       |       |       |       |       |       |       |       |     |     |     |     |      |      |      |      |      |      |      |      |      |          |          |          |          |           |           |           |           |           |         |         |         |         |          |          |          |          |          |          |          |          |          |
|                          |         |         |         |          |          |          |          |       |       |       |       |       |       |       |       |       |     |     |     |     |      |      |      |      |      |      |      |      |      |          |          |          |          |           |           |           |           |           |         |         |         |         |          |          |          |          |          |          |          |          |          |
| ↓ Gravel (18 weken) ↓    |         |         |         |          |          |          |          |       |       |       |       |       |       |       |       |       |     |     |     |     |      |      |      |      |      |      |      |      |      |          |          |          |          |           |           |           |           |           |         |         |         |         |          |          |          |          |          |          |          |          |          |
|                          |         |         |         |          |          |          |          |       |       |       |       |       |       |       |       |       |     |     |     |     |      |      |      |      |      |      |      |      |      |          |          |          |          |           |           |           |           |           |         |         |         |         |          |          |          |          |          |          |          |          |          |
| ↓ Gras (5 weken) ↓       |         |         |         |          |          |          |          |       |       |       |       |       |       |       |       |       |     |     |     |     |      |      |      |      |      |      |      |      |      |          |          |          |          |           |           |           |           |           |         |         |         |         |          |          |          |          |          |          |          |          |          |
|                          |         |         |         |          |          |          |          |       |       |       |       |       |       |       |       |       |     |     |     |     |      |      |      |      |      |      |      |      |      |          |          |          |          |           |           |           |           |           |         |         |         |         |          |          |          |          |          |          |          |          |          |

|  | = Grandslamtoernooi |  | = Davis Cup (ondergrond bepaald door thuisspelend land) |

## Statistieken toernooien

### Toernooien per ondergrond
| Ondergrond   | Aantal | Buiten/binnen | Aantal |
| ------------ | ------ | ------------- | ------ |
| Hardcourt    | 38     | Buiten        | 21     |
| Hardcourt    | 38     | Binnen        | 17     |
| Gravel       | 23     | Buiten        | 23     |
| Gravel       | 23     | Binnen        | 0      |
| Gras         | 6      | Buiten        | 6      |
| Tapijt       | 0      | Binnen        | 0      |
| Verschillend | 1      | Verschillend  | 1      |
| Totaal       | 68     |               |        |

### Toernooien per continent
| Continent     | Aantal |
| ------------- | ------ |
| Europa        | 34     |
| Noord-Amerika | 15     |
| Azië          | 8      |
| Oceanië       | 5      |
| Zuid-Amerika  | 3      |
| Afrika        | 2      |
| Verschillend  | 1      |
| Totaal        | 68     |

### Toernooien per land
| Aantal | Land |
| ------ | --- |
| 13     | Verenigde Staten |
| 5      | Duitsland, Frankrijk |
| 4      | Australië, Verenigd Koninkrijk |
| 3      | Spanje |
| 2      | China, Kroatië, Nederland, Oostenrijk, Rusland, Zweden, Zwitserland |
| 1      | Argentinië, Brazilië, Canada, Chili, India, Italië, Japan, Maleisië, Mexico, Monaco, Marokko, Nieuw-Zeeland, Portugal, Qatar, Roemenië, Servië, Thailand, Verenigde Arabische Emiraten, Zuid-Afrika |

## Ranking

### Enkelspel

#### Begin van het seizoen
| Association of Tennis Professionals (ATP) Top 20 herenenkel per 27 december 2010 | Association of Tennis Professionals (ATP) Top 20 herenenkel per 27 december 2010 | Association of Tennis Professionals (ATP) Top 20 herenenkel per 27 december 2010 | Association of Tennis Professionals (ATP) Top 20 herenenkel per 27 december 2010 | Association of Tennis Professionals (ATP) Top 20 herenenkel per 27 december 2010 |
| #                                                                                | Speler                                                                           | Punten                                                                           | Verandering                                                                      |                                                                                  |
| -------------------------------------------------------------------------------- | -------------------------------------------------------------------------------- | -------------------------------------------------------------------------------- | -------------------------------------------------------------------------------- | -------------------------------------------------------------------------------- |
| 1                                                                                | Rafael Nadal                                                                     | 12.450                                                                           | Stabiel                                                                          |                                                                                  |
| 2                                                                                | Roger Federer                                                                    | 9.145                                                                            | Stabiel                                                                          |                                                                                  |
| 3                                                                                | Novak Đoković                                                                    | 6.035                                                                            | Stabiel                                                                          |                                                                                  |
| 4                                                                                | Andy Murray                                                                      | 5.760                                                                            | Stabiel                                                                          |                                                                                  |
| 5                                                                                | Robin Söderling                                                                  | 5.580                                                                            | Stabiel                                                                          |                                                                                  |
| 6                                                                                | Tomáš Berdych                                                                    | 3.955                                                                            | Stabiel                                                                          |                                                                                  |
| 7                                                                                | David Ferrer                                                                     | 3.735                                                                            | Stabiel                                                                          |                                                                                  |
| 8                                                                                | Andy Roddick                                                                     | 3.665                                                                            | Stabiel                                                                          |                                                                                  |
| 9                                                                                | Fernando Verdasco                                                                | 3.240                                                                            | Stabiel                                                                          |                                                                                  |
| 10                                                                               | Michail Joezjny                                                                  | 2.920                                                                            | Stabiel                                                                          |                                                                                  |
| 11                                                                               | Jürgen Melzer                                                                    | 2.785                                                                            | Stabiel                                                                          |                                                                                  |
| 12                                                                               | Gaël Monfils                                                                     | 2.560                                                                            | Stabiel                                                                          |                                                                                  |
| 13                                                                               | Jo-Wilfried Tsonga                                                               | 2.345                                                                            | Stabiel                                                                          |                                                                                  |
| 14                                                                               | Marin Čilić                                                                      | 2.300                                                                            | Stabiel                                                                          |                                                                                  |
| 15                                                                               | Nicolás Almagro                                                                  | 2.160                                                                            | Stabiel                                                                          |                                                                                  |
| 16                                                                               | Mardy Fish                                                                       | 1.991                                                                            | Stabiel                                                                          |                                                                                  |
| 17                                                                               | Ivan Ljubičić                                                                    | 1.965                                                                            | Stabiel                                                                          |                                                                                  |
| 18                                                                               | Sam Querrey                                                                      | 1.860                                                                            | Stabiel                                                                          |                                                                                  |
| 19                                                                               | John Isner                                                                       | 1.850                                                                            | Stabiel                                                                          |                                                                                  |
| 20                                                                               | Marcos Baghdatis                                                                 | 1.785                                                                            | Stabiel                                                                          |                                                                                  |

#### Eind van het seizoen
| Association of Tennis Professionals (ATP) Top 20 herenenkel per 26 december 2011 | Association of Tennis Professionals (ATP) Top 20 herenenkel per 26 december 2011 | Association of Tennis Professionals (ATP) Top 20 herenenkel per 26 december 2011 | Association of Tennis Professionals (ATP) Top 20 herenenkel per 26 december 2011 | Association of Tennis Professionals (ATP) Top 20 herenenkel per 26 december 2011 |
| #                                                                                | Speler                                                                           | Punten                                                                           | '10 → '11                                                                        |                                                                                  |
| -------------------------------------------------------------------------------- | -------------------------------------------------------------------------------- | -------------------------------------------------------------------------------- | -------------------------------------------------------------------------------- | -------------------------------------------------------------------------------- |
| 1                                                                                | Novak Đoković                                                                    | 13.630                                                                           | +2                                                                               |                                                                                  |
| 2                                                                                | Rafael Nadal                                                                     | 9.595                                                                            | −1                                                                               |                                                                                  |
| 3                                                                                | Roger Federer                                                                    | 8.170                                                                            | −1                                                                               |                                                                                  |
| 4                                                                                | Andy Murray                                                                      | 7.380                                                                            | Stabiel                                                                          |                                                                                  |
| 5                                                                                | David Ferrer                                                                     | 4.925                                                                            | +2                                                                               |                                                                                  |
| 6                                                                                | Jo-Wilfried Tsonga                                                               | 4.335                                                                            | +7                                                                               |                                                                                  |
| 7                                                                                | Tomáš Berdych                                                                    | 3.700                                                                            | −1                                                                               |                                                                                  |
| 8                                                                                | Mardy Fish                                                                       | 2.965                                                                            | +8                                                                               |                                                                                  |
| 9                                                                                | Janko Tipsarević                                                                 | 2.595                                                                            | +40                                                                              |                                                                                  |
| 10                                                                               | Nicolás Almagro                                                                  | 2.380                                                                            | +5                                                                               |                                                                                  |
| 11                                                                               | Juan Martín del Potro                                                            | 2.315                                                                            | +247                                                                             |                                                                                  |
| 12                                                                               | Gilles Simon                                                                     | 2.165                                                                            | +29                                                                              |                                                                                  |
| 13                                                                               | Robin Söderling                                                                  | 2.120                                                                            | −8                                                                               |                                                                                  |
| 14                                                                               | Andy Roddick                                                                     | 1.940                                                                            | −6                                                                               |                                                                                  |
| 15                                                                               | Oleksandr Dolgopolov                                                             | 1.925                                                                            | +33                                                                              |                                                                                  |
| 16                                                                               | Gaël Monfils                                                                     | 1.910                                                                            | −4                                                                               |                                                                                  |
| 17                                                                               | Stanislas Wawrinka                                                               | 1.820                                                                            | +4                                                                               |                                                                                  |
| 18                                                                               | John Isner                                                                       | 1.800                                                                            | +1                                                                               |                                                                                  |
| 19                                                                               | Richard Gasquet                                                                  | 1.765                                                                            | +11                                                                              |                                                                                  |
| 20                                                                               | Feliciano López                                                                  | 1.755                                                                            | +12                                                                              |                                                                                  |

## Statistieken

### Enkelspel
| Speler                | Grand Winst | Slam R-up | ATP Winst | 1000 R-up | ATP Winst | 500 R-up | ATP Winst | 250 R-up | Toernooi zeges |
| --------------------- | ----------- | --------- | --------- | --------- | --------- | -------- | --------- | -------- | -------------- |
| Novak Đoković         | 3           |           | 5         | 1         | 1         |          | 1         |          | 10             |
| Rafael Nadal          | 1           | 2         | 1         | 4         | 1         | 1        |           |          | 3              |
| Andy Murray           |             | 1         | 2         |           | 1         |          | 2         |          | 5              |
| Roger Federer         |             | 1         | 1         |           | 1         | 1        | 1         |          | 3              |
| David Ferrer          |             |           |           | 2         | 1         | 1        | 1         | 1        | 2              |
| Jo-Wilfried Tsonga    |             |           |           | 1         |           | 1        | 2         | 1        | 2              |
| Mardy Fish            |             |           |           | 1         |           |          | 1         | 1        | 1              |
| Robin Söderling       |             |           |           |           | 1         |          | 3         |          | 4              |
| Gilles Simon          |             |           |           |           | 1         |          | 1         |          | 2              |
| Marcel Granollers     |             |           |           |           | 1         |          | 1         |          | 2              |
| Andy Roddick          |             |           |           |           | 1         |          |           | 1        | 1              |
| Radek Štěpánek        |             |           |           |           | 1         |          |           |          | 1              |
| Tomáš Berdych         |             |           |           |           | 1         |          |           |          | 1              |
| Nicolás Almagro       |             |           |           |           |           | 2        | 3         |          | 3              |
| Marin Čilić           |             |           |           |           |           | 1        | 1         | 2        | 1              |
| Milos Raonic          |             |           |           |           |           | 1        | 1         |          | 1              |
| Gaël Monfils          |             |           |           |           |           | 1        | 1         | 1        | 1              |
| Kei Nishikori         |             |           |           |           |           | 1        |           | 1        |                |
| Juan Mónaco           |             |           |           |           |           | 1        |           |          |                |
| Janko Tipsarević      |             |           |           |           |           |          | 2         | 3        | 2              |
| John Isner            |             |           |           |           |           |          | 2         | 1        | 2              |
| Juan Martín del Potro |             |           |           |           |           |          | 2         | 1        | 2              |
| Pablo Andújar         |             |           |           |           |           |          | 1         | 2        | 1              |
| Nikolaj Davydenko     |             |           |           |           |           |          | 1         | 1        | 1              |
| Ivan Dodig            |             |           |           |           |           |          | 1         | 1        | 1              |
| Oleksandr Dolgopolov  |             |           |           |           |           |          | 1         | 1        | 1              |
| Florian Mayer         |             |           |           |           |           |          | 1         | 1        | 1              |
| Stanislas Wawrinka    |             |           |           |           |           |          | 1         |          | 1              |
| Kevin Anderson        |             |           |           |           |           |          | 1         |          | 1              |
| Tommy Robredo         |             |           |           |           |           |          | 1         |          | 1              |
| Philipp Kohlschreiber |             |           |           |           |           |          | 1         |          | 1              |
| Ryan Sweeting         |             |           |           |           |           |          | 1         |          | 1              |
| Dmitri Toersoenov     |             |           |           |           |           |          | 1         |          | 1              |
| Andreas Seppi         |             |           |           |           |           |          | 1         |          | 1              |
| Juan Carlos Ferrero   |             |           |           |           |           |          | 1         |          | 1              |
| Robin Haase           |             |           |           |           |           |          | 1         |          | 1              |
| Ernests Gulbis        |             |           |           |           |           |          | 1         |          | 1              |
| Fernando Verdasco     |             |           |           |           |           |          |           | 3        |                |
| Viktor Troicki        |             |           |           |           |           |          |           | 2        |                |
| Xavier Malisse        |             |           |           |           |           |          |           | 1        |                |
| David Nalbandian      |             |           |           |           |           |          |           | 1        |                |
| Michael Berrer        |             |           |           |           |           |          |           | 1        |                |
| Somdev Devvarman      |             |           |           |           |           |          |           | 1        |                |
| Santiago Giraldo      |             |           |           |           |           |          |           | 1        |                |
| Juan Ignacio Chela    |             |           |           |           |           |          |           | 1        |                |
| Potito Starace        |             |           |           |           |           |          |           | 1        |                |
| Feliciano López       |             |           |           |           |           |          |           | 1        |                |
| Victor Hănescu        |             |           |           |           |           |          |           | 1        |                |
| Philipp Petzschner    |             |           |           |           |           |          |           | 1        |                |
| Olivier Rochus        |             |           |           |           |           |          |           | 1        |                |
| Albert Montañés       |             |           |           |           |           |          |           | 1        |                |
| Julien Benneteau      |             |           |           |           |           |          |           | 1        |                |
| Ivan Ljubičić         |             |           |           |           |           |          |           | 1        |                |
| Donald Young          |             |           |           |           |           |          |           | 1        |                |
| Marcos Baghdatis      |             |           |           |           |           |          |           | 1        |                |
| Jarkko Nieminen       |             |           |           |           |           |          |           | 1        |                |

### Dubbelspel
| Speler                 | Grand Winst | Slam R-up | ATP Winst | 1000 R-up | ATP Winst | 500 R-up | ATP Winst | 250 R-up | Toernooi zeges |
| ---------------------- | ----------- | --------- | --------- | --------- | --------- | -------- | --------- | -------- | -------------- |
| Bob Bryan              | 2           |           | 2         | 1         | 1         | 1        | 3         | 1        | 8              |
| Mike Bryan             | 2           |           | 2         | 1         | 1         | 1        | 3         | 1        | 8              |
| Maks Mirni             | 1           |           | 1         | 1         | 1         | 1        |           | 1        | 3              |
| Daniel Nestor          | 1           |           | 1         | 1         | 1         | 1        |           | 1        | 3              |
| Jürgen Melzer          | 1           |           |           |           | 1         |          | 1         |          | 3              |
| Philipp Petzschner     | 1           |           |           |           | 1         |          | 1         |          | 3              |
| Mahesh Bhupathi        |             | 1         | 2         |           |           |          | 1         | 1        | 3              |
| Leander Paes           |             | 1         | 2         |           |           |          | 1         | 1        | 3              |
| Horia Tecău            |             | 1         |           |           | 1         | 2        | 3         | 2        | 4              |
| Robert Lindstedt       |             | 1         |           |           |           | 2        | 2         | 2        | 2              |
| Juan Sebastián Cabal   |             | 1         |           |           |           |          |           |          |                |
| Eduardo Schwank        |             | 1         |           |           |           |          |           |          |                |
| Mariusz Fyrstenberg    |             | 1         |           |           |           |          |           |          |                |
| Marcin Matkowski       |             | 1         |           |           |           |          |           |          |                |
| Nenad Zimonjić         |             |           | 1         | 3         | 3         | 1        |           |          | 4              |
| Michaël Llodra         |             |           | 1         | 3         | 3         | 1        |           |          | 4              |
| Aisam-ul-Haq Qureshi   |             |           | 1         |           |           |          | 3         |          | 4              |
| Rohan Bopanna          |             |           | 1         |           |           |          | 2         |          | 3              |
| Xavier Malisse         |             |           | 1         |           |           |          | 1         | 1        | 2              |
| John Isner             |             |           | 1         |           |           |          |           | 1        | 1              |
| Sam Querrey            |             |           | 1         |           |           |          |           | 1        | 1              |
| Oleksandr Dolgopolov   |             |           | 1         |           |           |          |           |          | 1              |
| Bruno Soares           |             |           |           | 1         |           | 1        | 2         | 1        | 2              |
| Julien Benneteau       |             |           |           | 1         |           |          |           | 1        |                |
| Mardy Fish             |             |           |           | 1         |           |          |           |          |                |
| Roger Federer          |             |           |           | 1         |           |          |           |          |                |
| Stanislas Wawrinka     |             |           |           | 1         |           |          |           |          |                |
| Juan Ignacio Chela     |             |           |           | 1         |           |          |           |          |                |
| Andy Roddick           |             |           |           | 1         |           |          |           |          |                |
| Nicolas Mahut          |             |           |           | 1         |           |          |           |          |                |
| Oliver Marach          |             |           |           |           | 1         |          | 2         | 2        | 3              |
| Scott Lipsky           |             |           |           |           | 1         |          | 2         | 1        | 3              |
| Santiago González      |             |           |           |           | 1         |          | 1         | 1        | 2              |
| Jamie Murray           |             |           |           |           | 1         |          | 1         |          | 2              |
| Alexander Peya         |             |           |           |           | 1         |          |           | 4        | 1              |
| Serhij Stachovsky      |             |           |           |           | 1         |          |           |          | 1              |
| Andy Murray            |             |           |           |           | 1         |          |           |          | 1              |
| Michail Joezjny        |             |           |           |           | 1         |          |           |          | 1              |
| Victor Hănescu         |             |           |           |           | 1         |          |           |          | 1              |
| František Čermák       |             |           |           |           |           | 2        | 4         | 1        | 4              |
| Filip Polášek          |             |           |           |           |           | 2        | 3         | 1        | 3              |
| Eric Butorac           |             |           |           |           |           | 2        | 3         |          | 3              |
| Jean-Julien Rojer      |             |           |           |           |           | 2        | 3         |          | 3              |
| Marcelo Melo           |             |           |           |           |           | 1        | 2         | 2        | 2              |
| Jérémy Chardy          |             |           |           |           |           | 1        |           |          |                |
| Feliciano López        |             |           |           |           |           | 1        |           |          |                |
| Daniele Bracciali      |             |           |           |           |           |          | 3         | 1        | 3              |
| Rajeev Ram             |             |           |           |           |           |          | 2         | 1        | 2              |
| Lukáš Dlouhý           |             |           |           |           |           |          | 2         | 1        | 2              |
| Paul Hanley            |             |           |           |           |           |          | 2         |          | 2              |
| Matthew Ebden          |             |           |           |           |           |          | 2         |          | 2              |
| Simone Bolelli         |             |           |           |           |           |          | 2         |          | 2              |
| Jonathan Erlich        |             |           |           |           |           |          | 2         |          | 2              |
| Andy Ram               |             |           |           |           |           |          | 2         |          | 2              |
| Marc López             |             |           |           |           |           |          | 1         | 3        | 1              |
| Robin Haase            |             |           |           |           |           |          | 1         | 2        | 1              |
| Marcel Granollers      |             |           |           |           |           |          | 1         | 2        | 1              |
| André Sá               |             |           |           |           |           |          | 1         | 2        | 1              |
| Adil Shamasdin         |             |           |           |           |           |          | 1         | 1        | 1              |
| Colin Fleming          |             |           |           |           |           |          | 1         | 1        | 1              |
| Rafael Nadal           |             |           |           |           |           |          | 1         |          | 1              |
| Tommy Robredo          |             |           |           |           |           |          | 1         |          | 1              |
| Dick Norman            |             |           |           |           |           |          | 1         |          | 1              |
| James Cerretani        |             |           |           |           |           |          | 1         |          | 1              |
| Ken Skupski            |             |           |           |           |           |          | 1         |          | 1              |
| Leonardo Mayer         |             |           |           |           |           |          | 1         |          | 1              |
| Horacio Zeballos       |             |           |           |           |           |          | 1         |          | 1              |
| Ryan Harrison          |             |           |           |           |           |          | 1         |          | 1              |
| Alex Bogomolov jr.     |             |           |           |           |           |          | 1         |          | 1              |
| Fabio Fognini          |             |           |           |           |           |          | 1         |          | 1              |
| Mark Knowles           |             |           |           |           |           |          | 1         |          | 1              |
| Potito Starace         |             |           |           |           |           |          | 1         |          | 1              |
| Ross Hutchins          |             |           |           |           |           |          | 1         |          | 1              |
| Christopher Kas        |             |           |           |           |           |          |           | 4        |                |
| David Marrero          |             |           |           |           |           |          |           | 4        |                |
| Andreas Seppi          |             |           |           |           |           |          |           | 2        |                |
| Johan Brunström        |             |           |           |           |           |          |           | 2        |                |
| Franco Ferreiro        |             |           |           |           |           |          |           | 2        |                |
| David Martin           |             |           |           |           |           |          |           | 1        |                |
| Stephen Huss           |             |           |           |           |           |          |           | 1        |                |
| Łukasz Kubot           |             |           |           |           |           |          |           | 1        |                |
| Pablo Andújar          |             |           |           |           |           |          |           | 1        |                |
| Daniel Gimeno Traver   |             |           |           |           |           |          |           | 1        |                |
| Alejandro Falla        |             |           |           |           |           |          |           | 1        |                |
| Jo-Wilfried Tsonga     |             |           |           |           |           |          |           | 1        |                |
| Igor Zelenay           |             |           |           |           |           |          |           | 1        |                |
| Andreas Beck           |             |           |           |           |           |          |           | 1        |                |
| Milos Raonic           |             |           |           |           |           |          |           | 1        |                |
| Grigor Dimitrov        |             |           |           |           |           |          |           | 1        |                |
| Simon Aspelin          |             |           |           |           |           |          |           | 1        |                |
| Andreas Siljeström     |             |           |           |           |           |          |           | 1        |                |
| Matthias Bachinger     |             |           |           |           |           |          |           | 1        |                |
| Frank Moser            |             |           |           |           |           |          |           | 1        |                |
| Marin Čilić            |             |           |           |           |           |          |           | 1        |                |
| Lovro Zovko            |             |           |           |           |           |          |           | 1        |                |
| Treat Huey             |             |           |           |           |           |          |           | 1        |                |
| Julian Knowle          |             |           |           |           |           |          |           | 1        |                |
| Michael Kohlmann       |             |           |           |           |           |          |           | 1        |                |
| Alexander Waske        |             |           |           |           |           |          |           | 1        |                |
| Carlos Berlocq         |             |           |           |           |           |          |           | 1        |                |
| Michail Jelgin         |             |           |           |           |           |          |           | 1        |                |
| Aleksandr Koedrjavtsev |             |           |           |           |           |          |           | 1        |                |